# Drabina Szczerbowskiego
Drabina Szczerbowskiego – skonstruowana przez polskiego wynalazcę Antoniego Szczerbowskiego uniwersalna drabina pożarnicza, składająca się z dwóch przęseł. Była ona użytkowana w stanie zestawionym jako drabina przystawna, drabina dachowa i drabina wolno stojąca sprawiona w piramidkę. Wykorzystywały ją przez długie lata podczas akcji gaśniczych i ratowniczych ochotnicze i zawodowe straże pożarne.

## Budowa i dane
Drabina zbudowana z dwóch przęseł o długości 5,25 m mogła być zestawiona do długości 10 m. W wersji zestawionej obsługiwana przez 4 osoby, w wersji przystawnej przez 1 i wersji wolnostojącej przez 2 osoby. Masa całkowita wynosi 50 kg. Wykonana z drewna z wyjątkiem górnego szczebla sekcji dolnej i dolnego szczebla sekcji górnej, wykonanych z ramek stalowych.